# 金子梅吉

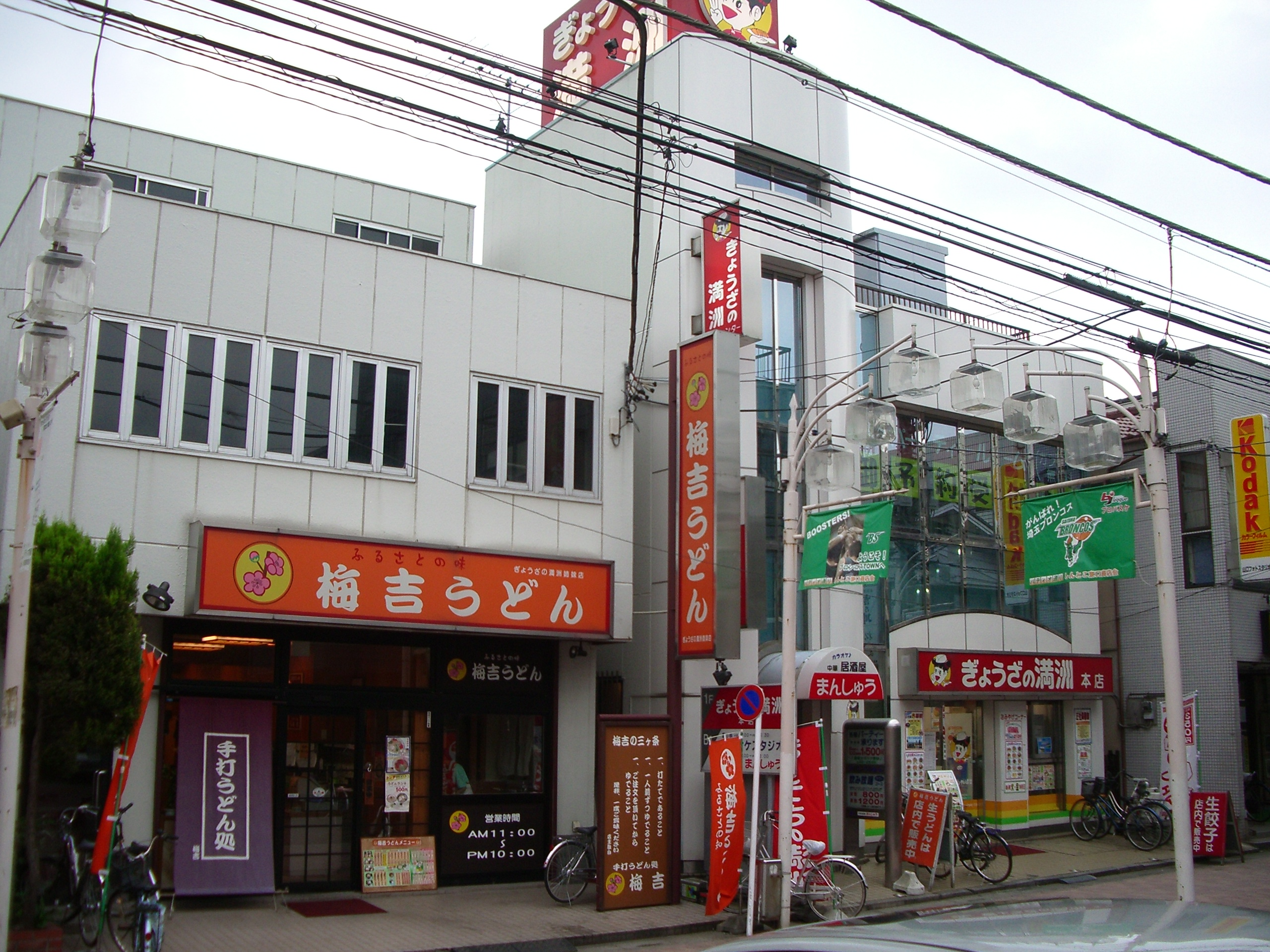
2006年頃の、新所沢のぎょうざの満洲本店。隣接して、姉妹店の「梅吉うどん」があった

金子 梅吉（かねこ うめきち、1936年 - ）は群馬県出身の日本の実業家。中華料理チェーンぎょうざの満洲の創業者である。

## 来歴
1936年、群馬県利根村（現 沼田市）に、12人兄弟の末っ子として生まれる。運送会社勤務ののち脱サラして牛乳販売店を開業。1962年には、長女・ひろみが生まれる。1964年に、埼玉県所沢市に中華料理店「満洲里」を開店した。調理の技術のなかった梅吉は、当初は調理人を雇っていたが、タレの開発や餃子を包む機械の導入により3年後には調理人なしでの営業が可能になった。
1972年には西武新宿線新所沢駅前出店を機に「満洲飯店」に名称変更。さらに1977年には「ぎょうざの満洲」に商号変更した。1998年には長女・ひろみに社長の椅子を譲り、会長職に退いた。趣味はマラソンで、ホノルルマラソンを22回完走している。
2010年には、梅吉の出身地である老神温泉の旅館を買収し、「ぎょうざの満洲 東明館」として再生させた。

## 家族
12人兄弟のうち、上の6人は梅吉が生まれた時にはすでに亡くなっていた。幼い時に父親を事故、母親を病気で亡くしており、兄姉に育てられた。
梅吉の長男・利行は調理部長、長女・ひろみ（結婚し、池野谷姓）は社長として、家業の「ぎょうざの満州」を継承している。